# Schlacht am Smolinasee
Am Smolinasee in Russland, unweit der heutigen Siedlung Palkino in der Oblast Pskow, zu deutsch Pleskau (daher auch häufig Schlacht von Pleskau genannt), gelegen, siegte Wolter von Plettenberg am 13. September 1502 als Landmeister des Deutschen Ordens in Livland über die Gegner Altlivlands. Dazu trugen das Durchhaltevermögen der livländischen Ordenstruppen und der deutschen Landesknechte – dies ein anderer Ausdruck für Söldner aus dem römisch-deutschen Reich – sowie ein Überraschungsangriff der schweren Reiterei unter dem Kommando des Landmarschalls Johann Plater entscheidend bei. Wolter von Plettenberg hatte die Schlacht zwar geplant, konnte aber den Ausgang der Schlacht gegen den zahlenmäßig überlegenen Gegner nur begrenzt persönlich beeinflussen. Stattdessen gelang ihm die Verfolgung fliehender Feinde.

## Kulturgeschichtliche Bedeutung der Schlacht
Nach der Schlacht von Tannenberg 1410 hatte der Deutsche Ritterorden bis 1466 zunehmend seine führende Rolle in Preußen verloren. Im Baltikum lagen die Verhältnisse anders. Landmeister Johann Freitag von Loringhoven hatte durch seine Diplomatie und 1491 durch seinen Sieg in der Schlacht bei Neuermühlen den 200-jährigen Bürgerkrieg in Livland beendet. Landmeister Wolter von Plettenberg gelang es nach der Schlacht am Smolinasee 1502, durch seine Politik die Voraussetzungen dafür zu schaffen, dass der Livländische Orden die Herrschaft im 16. Jahrhundert behielt.
Die unmittelbare Bedeutung der Schlacht von 1502 ergab sich aus dem Zusammenwirken von Deutschen, Esten und Letten im Kampfe und aus dem anschließenden Friedensvertrag 1503 mit Iwan III., dem Großen von Moskau. Beides zusammen und die klug geführten Verhandlungen Plettenbergs führten in Altlivland zu einer inneren und äußeren Friedenszeit von fast 60 Jahren. Das hatte es in der livländischen Geschichte vorher nicht gegeben.
Unter dieser Voraussetzung kam es zu einer kulturellen Blüte im Land und zur unblutigen Einführung des Evangelischen Glaubensbekenntnisses bei Deutschen, Esten und Letten. Die Wirkung des nach 1502 in Livland sich ausbreitenden Gedankenguts der Reformation blieb auch nach dem Untergang Altlivlands 1561 ungebrochen.

## Historische Bedeutung
Der Tag des livländischen Sieges am Smolinasee wurde bis zum Untergang Altlivlands jährlich in Riga wie ein Nationalfeiertag begangen. Den Zeitgenossen war dieser letzte Sieg Livlands wie ein Wunder erschienen.